# Proteopharmacis definita
Proteopharmacis definita là một loài bướm đêm trong họ Geometridae.